# Laura (steenkoolmijn)
Laura is een voormalige steenkoolmijn in Eygelshoven in de Nederlandse gemeente Kerkrade waar steenkool werd ontgonnen in het Zuid-Limburgs steenkoolbekken.

## Geschiedenis
De kolenmijn Laura hoorde tot het Belgische mijnbouwbedrijf Société des Charbonnages Réunis Laura et Vereeniging S.A. dat in 1899 werd opgericht. De mijn was genoemd naar Laura Wackers-Schümmer, de echtgenote van Anton Wackers en zuster van Gustav Schümmer uit Herzogenrath die in 1876 een steenkoolconcessie in het gebied verkregen.
De aanleg van de mijn Laura begon in 1900. Een jaar later startte men met het delven van de eerste schacht, in 1902 werd begonnen met het afdiepen van de tweede schacht. De eerste kolen werden in 1905 geproduceerd. Er zijn uiteindelijk acht verdiepingen aangelegd op 120, 128, 153, 183, 274, 378, 550 en 680 meter onder het maaiveld. De mijn had in het begin veel te kampen met wateroverlast. In 1908 vond er een hevige explosie plaats in het ketelhuis van de mijn, waarbij zeven mensen omkwamen. In 1917 werd een briketfabriek in gebruik genomen voor de verwerking van kolengruis, de productie bedroeg dat jaar ruim 10.000 ton. De Laura, die voornamelijk antraciet produceerde, bereikte in 1929 de productiepiek met 800.200 ton steenkool. Het onbruikbare steenafval dat daarbij vrijkwam werd gestort op de Steenberg Laura.
Een grote breuklijn, de Feldbiss, midden door de concessie, deed besluiten tot de bouw van een nieuwe mijnzetel met eigen toegangsschachten aan de oostzijde van de breuk. In 1920 werd met het delven van de schachten van de Julia begonnen.

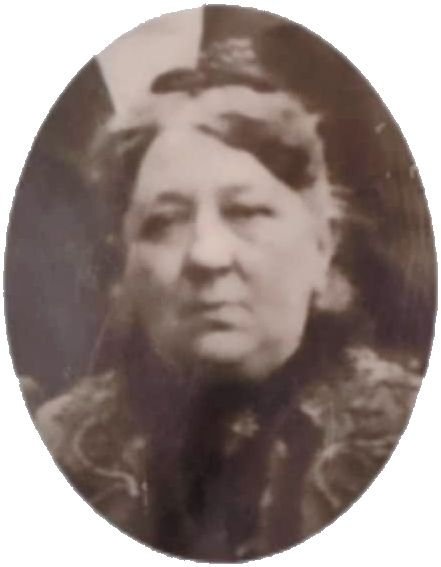
Laura Wackers-Schümmer, naamgeefster van de mijn Laura

Vanaf 1967 werd een geleidelijke concentratie van de mijnzetels Laura en Julia doorgevoerd, zowel bovengronds als ondergronds. Begin 1968 werd de ondergrondse integratie voltooid. De gehele ondergrondse bezetting van de Laura was toen naar de mijn Julia overgeplaatst, door middel van een drietal verbindingssteengangen konden ze vandaar hun oude werkpunt bereiken. Vanaf die tijd zijn de beide schachten van de Laura uitsluitend gebruikt voor kolenvervoer. Later stelde men de wasserij van de mijn buiten bedrijf en werd de gehele bovengrondse kolenverwerking op de Julia geconcentreerd. Uiteindelijk werd de mijn Laura vanuit de mijnzetel Julia geëxploiteerd.
In 1970 begon men met de (bovengrondse) sloop van de Laura, ook werden de buiten bedrijf gestelde schachten van de mijn voorgoed afgesloten. Vier jaar later, op vrijdag 20 december 1974, sloot de Julia. Daarmee ging de op een na laatste steenkoolmijn van Nederland dicht. De allerlaatste mijn, de Oranje-Nassau I te Heerlen volgde anderhalve week later, op dinsdag 31 december 1974. De steenkolenwinning in Nederland was daarmee definitief tot een einde gekomen.
Het terrein van de Laura is thans ingericht als woonwijk. De naam is nog terug te vinden als aanduiding voor de voetbalvereniging Laura Hopel Combinatie en in de Laurastraat die door het dorp loopt. Ook de wijk Lauradorp, ooit gesticht als kolonie voor mijnwerkers van de Laura en de Julia, bewaart de naam; deze wijk ligt echter niet in Eygelshoven maar in het naburige Ubach over Worms. In Eygelshoven herinnert het mijnmonument 't Koelleëve aan het mijnverleden.
Mijnen: Laura · Julia · Kolonieën: Lauradorp · Hopel